# Матеус Мартінеллі
Матеус Мартінеллі Ліма (порт. Matheus Martinelli Lima; нар. 5 жовтня 2001, Презіденті-Пруденті) — бразильський футболіст, півзахисник клубу «Флуміненсе».

## Біографія
Розпочав футбольну кар'єру в молодіжних командах «Марілія», «Озвалду-Крус» та «Греміо Баруері». У 2017 році став гравцем клубу «Флуміненсе».
30 листопада 2020 року дебютував в основному складі «Флуміненсе» в матчі бразильської Серії А проти «Ред Булл Брагантіно» (0:0). 31 січня 2021 року зробив «дубль» у матчі бразильської Серії A проти «Гояса». 22 квітня дебютував у Кубку Лібертадорес у матчі проти аргентинського клубу «Рівер Плейт». З командою у 2023 році виграв чемпіонат штату Ріо-де-Жанейро та Кубок Лібертадорес.

## Досягнення
- Чемпіон штату Ріо-де-Жанейро: 2022, 2023
- Володар Кубка Лібертадорес: 2023
- Переможець Рекопи Південної Америки: 2024